# Oncidium crassopterum
Oncidium crassopterum är en orkidéart som beskrevs av Guy Robert Chiron. Oncidium crassopterum ingår i släktet Oncidium och familjen orkidéer. Inga underarter finns listade i Catalogue of Life.